# Gerd Rissler
Gerd Elisabet Rissler, född 29 januari 1909 i Stockholm, död där 21 oktober 1996, var en svensk skulptör, målare, tecknare och illustratör.
Hon var dotter till överläkaren John Gottlieb Rissler och konstnären Sigrid Alfhild Elisabeth Andersson och gift 1932-1942 med författaren Sven G. Lindquist. Hon var dotterdotter till konstnären Amanda Andersson och systerdotter till Elias Anckers och J.A.G. Acke. 
Rissler studerade skulptur för Gottfrid Larsson 1929-1930 och teckning vid Tekniska skolan och målning vid Otte Skölds målarskola samt under studieresor till Italien. Separat debuterade hon med en utställning på Galerie S:t Nikolaus i Stockholm 1955 och medverkade därefter i ett antal samlingsutställningar bland annat på Galleri Brinken och Museum für Völkerkunde i Hamburg. 
Hennes konst består av barn, figurer och landskap där hon hämtade motiven från Stockholms skärgård eller Danmarks klitter utförda i olja, gouache, blyerts, tusch eller krita. Som illustratör utförde hon illustrationer för bland annat Dagens nyheter, Aftontidningen och Vi samt barn och läroböcker. Hon utgav den egna barnboken Mickegubben på Rosenön 1943 och Botaniska tavlor 1949.